# Parathelges weberi
Parathelges weberi är en kräftdjursart som beskrevs av Hugo Frederik Nierstrasz och Brender à Brandis 1923. Parathelges weberi ingår i släktet Parathelges och familjen Bopyridae. Inga underarter finns listade i Catalogue of Life.